# Сюмар, Виктория Петровна
Викто́рия Петровна Сю́мар (укр. Вікторія Петрівна Сюмар; род. 23 октября 1977, Никополь, Днепропетровская область) — украинская журналистка, общественный деятель, депутат Верховной Рады VIII и IX созывов. Заместитель секретаря СНБО Украины (28 февраля — 6 июня 2014).

## Биография
Родилась в городе Никополь Днепропетровской области, выросла в Винницкой области. Окончила исторический факультет Киевского университета имени Шевченко. Училась в аспирантуре Института истории Украины.

### Журналистская карьера
С 1999 по 2003 год — работала журналистом радиостанции «Континент». С 1999 года — внештатный корреспондент радиостанции «Голос Америки» на Украине. В 2002 году — ведущая политических программ «Гражданского радио».
Во время усиления цензуры в 2004 году перешла на работу в правозащитную гражданскую организацию «Институт массовой информации» и возглавляла её с 2005 по 2014 год, занимая должность исполнительного директора.
Была членом гражданского совета при Комитете Верховной Рады по вопросам свободы слова и информации, Национальной комиссии по утверждению свободы слова и развитию информационной отрасли при Президенте Украины в годы президентства Виктора Ющенко (2005—2010).
В 2008—2010 годах — преподаватель Института журналистики Киевского университета.
В 2009 году — хроникёр программы «Шустер Live» телеканала «Украина».
Член наблюдательного совета школы журналистики «Новая Украина».
Автор многочисленных статей в изданиях «Зеркало недели», «Телекритика», «Украинская правда» и прочих.

### Политическая карьера
Принимала активное участие в событиях Евромайдана на стороне оппозиции.
28 февраля 2014 года исполняющий обязанности Президента Александр Турчинов назначил Викторию Сюмар заместителем секретаря СНБО Украины. 6 июня 2014 года уволена с этой должности по собственному желанию.
На внеочередных выборах в Верховную Раду в 2014 году была избрана по списку «Народного фронта», став народным депутатом Украины VIII созыва и заместителем председателя своей фракции. В ходе предвыборной кампании занималась информационными тезисами и придумала предвыборный лозунг «Народного фронта»: «Сильная команда для трудных времён», ключевым тезисом стало указание необходимости в сохранении Арсения Яценюка в качестве премьер-министра.

С 4 декабря 2014 года является главой комитета по вопросам свободы слова и информации. На этом посту являлась одним из сторонников принятого в феврале 2015 года Верховной Радой постановления о лишении аккредитации журналистов РФ при органах государственной власти Украины. По словам Сюмар, к комитету обратился ряд украинских журналистов, ибо их российские коллеги 
по сути осуществляют пропаганду: записывают украинских политиков, а затем монтируют сюжеты, которые не отвечают действительности и искривляют её.
На местных выборах в октябре 2015 года вместе с депутатом Ириной Фриз занималась медийной кампанией партии «Блок Петра Порошенко», квоту от которой получил «Народный фронт». Сюмар предложила главным лозунг «Сохраним страну». Первоначально СМИ сообщали, что она возглавит избирательный штаб БПП. До мая 2018 года работа в избирательном штабе Петра Порошенко к будущим президентским выборам.
1 ноября 2018 года была включена в список украинских физических лиц, против которых российским правительством введены санкции.
Участвовала в досрочных парламентских выборах 2019 года от партии «Европейская солидарность» (16 место в партийном списке). Также работала над избирательной кампанией данной политсилы совместно с Олегом Медведевым.
На местных выборах 2020 года курировала избирательную кампанию «Европейской солидарности» в Киевской области.
Высказывалась, что "министры должны быть политическими фигурами и отчитываться людям, а не [быть] менеджерами одного начальника".

## Доходы
Согласно декларации, представленной на сайте Верховной Рады, в 2014 году получила доход в размере 243 331 гривен.

## Личная жизнь
Первым мужем был общественный деятель и эксперт медиа-права Виктор Таран, в браке родилась дочь София. Согласно заявлению Сюмар 2015 года, её семейная жизнь пострадала из-за политической деятельности — они разъехались с супругом и были в стадии расторжения брака.
В июле 2018 года вышла замуж за вице-мэра города Ирпень Дмитрия Христюка.